# Torta ai semi di papavero

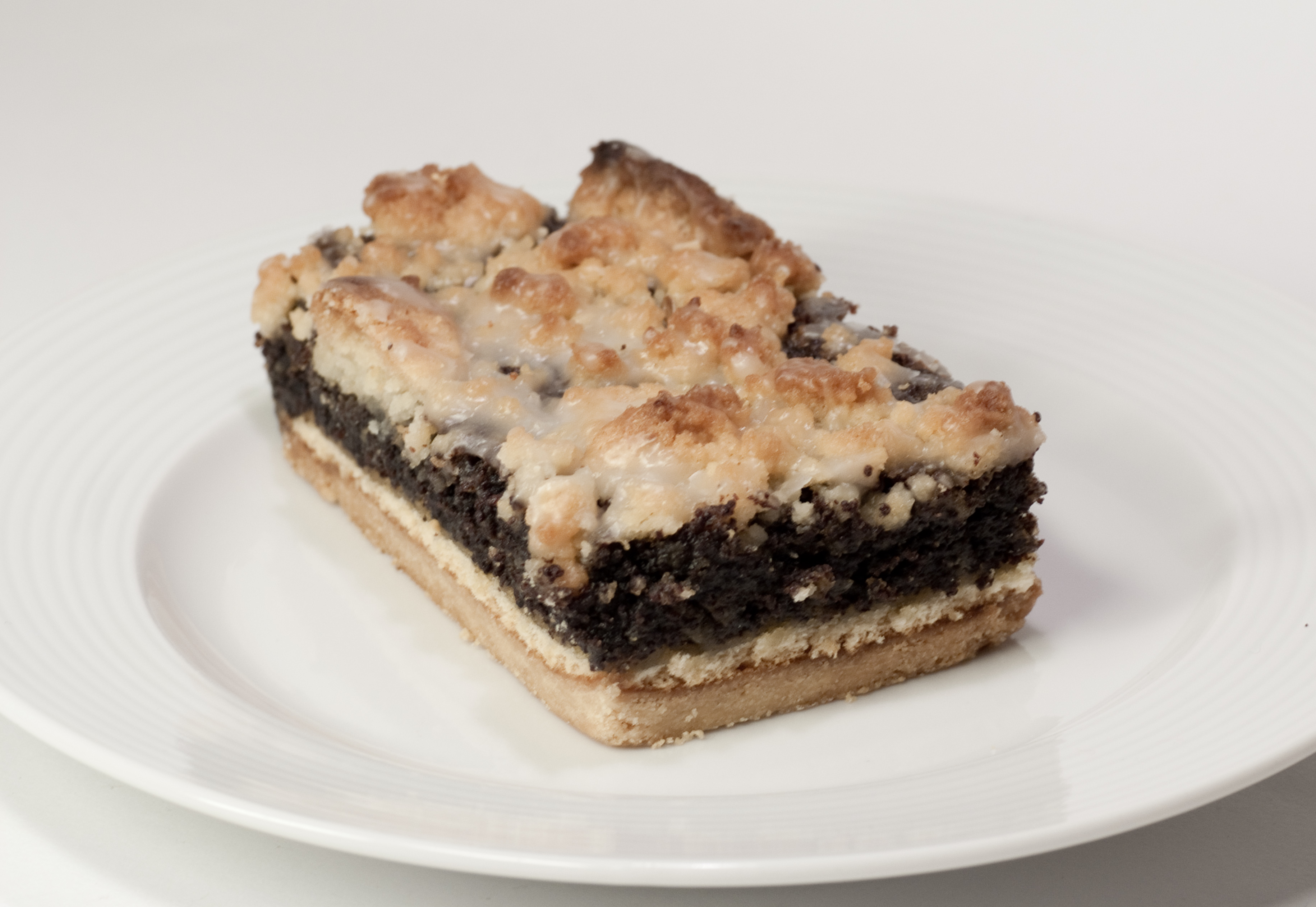
Torta ai semi di papavero

La torta ai semi di papavero è un termine generico per una varietà di torte che hanno in comune il fatto che contiene semi di papavero nell'impasto o nel ripieno. Fa parte della tradizione culinaria di numerose regioni dell'Europa centrale e orientale. In particolare, è diffusa nella cucina polacca, austriaca, russa, bielorussa, tedesca.